# Jean Guichard-Meili
Pour les articles homonymes, voir Guichard et Meili (homonymie).
Jean Guichard-Meili (6 mars 1922 - 16 juin 1994) est un poète et critique d'art français.

## Biographie
Licencié en Lettres Jean Guichard obtient en 1947 le diplôme qui lui permet d'entrer en 1948 comme bibliothécaire à la Bibliothèque nationale (site Richelieu), dont il devient conservateur en 1963 et qu'il ne quittera qu'en 1983.
En 1946, il rencontre Stanislas Fumet et Emmanuel Mounier et se lie aux artistes non figuratifs, peintres (Jean Bertholle, Elvire Jan, Jean Le Moal, Alfred Manessier) et sculpteurs (Simone Boisecq, Karl-Jean Longuet). En 1949, après son mariage avec Suzanne Meili, il adopte la double signature Guichard-Meili sous laquelle il fera paraître ses nombreux ouvrages.
Ses critiques d'art ont été publiées dans Temps présent (1946-1948), Esprit (1947-1958), Témoignage chrétien (à partir de 1948), Le Monde-Dimanche (1979-1983), mais aussi Arts-Spectacles (1963-1966), Galerie des Arts ou la NRF. Il a également écrit de nombreux articles et ouvrages sur Matisse et dirigé la collection Écritures, associant peintres et poètes, créée par les éditions Galanis.

## Publications
Liste non exhaustive
- Les Plus Belles Prières, Académie française, Paris, 1953.
- Les Créateurs et le Sacré. Textes et témoignages de Delacroix à nos jours, avec Camille Bourniquel, Éditions du Cerf, Paris, 1956.
- Regarder la peinture, Éditions du Seuil, Paris, 1960; rééd. 1967  (ISBN 202002909X).
- La Peinture aujourd'hui, entretiens avec Léon Zack, Lapicque, Elvire Jan, Carzou, Bertholle, Le Moal, Manessier, Carrade, Bibliothèque de l'homme d'action, Paris, 1960.
- Lapicque, Galerie Albert Loeb, New York, 1960.
- Dessins de Lapicque, les chevaux, Éditions Galanis, Paris, 1962.
- Dufy, musique, Fernand hazan, Paris, 1964.
- Lapicque, Villand et Galanis, Paris, 1965.
- Nicolas de Staël, Fernand Hazan, Paris, 1966.
- Henri Matisse, son œuvre, son univers, Fernand Hazan, Paris, 1967.
- Elvire Jan, Les Nouvelles images, 1970.
- Matisse, l'œuvre gravé, Bibliothèque nationale, Paris, 1970.
- CLXXXI proverbes à expérimenter, dessins de Charles Lapicque, Éditions Galanis, Paris, 1970.
- La Vue offerte, Mondrian, Klee, Miró, Adam, Zack, Estève, Beaudin, Szenes, Bazaine, Elvire Jan, Vieira da Silva, Henri-Georges Adam, Longuet, Lobo, Manessier, Singier, Le Moal, Paul Kallos, Cherkaoui, Éditions Zodiaque, 1972, 101 p.
- Récits abrégés, illustrations de Vieira da Silva, Éditions Galanis, Paris, 1974.
- Jean Le Moal, Galerie de France, Paris, 1974.
- Espaces lumières d'Occident, Galerie Villand et Galanis, Paris, 1975.
- Lectures de la peinture, d'Ingres à Michaux, Édition Nane Sterne, Paris, 1975.
- L'Avant-sommeil, Coprah, 1979.
- Journal sans je, Éditions Belfond, Paris, 1981.
- Donation Jean Matisse, Bibliothèque nationale, Paris, 1981.
- Les Gouaches découpées de Henri Matisse, Fernand Hazan, Paris, 1983, Prix Hercule-Catenacci de l'Académie française.
- Les Arbres, vingt-et-un dessins de Henri Guérin, Éditions Porte du Sud, Paris, 1984.
- Ils ont parlé de nous, La Découverte, Paris, 1985. •  (ISBN 978-2-70711-508-9)
- La Bibliothèque de Borges, nouvelle, Éditions Porte du Sud, Paris, 1985.
- À Venise, vingt-et-un dessins de Jean Bertholle, Éditions Porte du Sud, Paris, 1985.
- Finistère, vingt-et-un dessins de Jean Bazaine, précédés d'un entretien avec Jean Guichard-Meili, Éditions Porte du Sud, Paris, 1986 •  (ISBN 2869370075).
- Périgord, vingt-et-un dessins de Hans Seiler, Éditions Porte du Sud, Paris, 1986.
- Henri Matisse, l'œuvre gravé, Crédit communal, Bruxelles, 1987.
- Thesaurus, Calligrammes, 1987.
- Figures, vingt-et-un dessins de Geneviève Asse, Éditions Porte du Sud, Paris, 1988.
- L'Avant-sommeil, Belfond, Paris, 1989.
- Trio en vert, récit, Éditions Témoignage chrétien, Paris, 1989.
- L'Art de Matisse, Presses Pocket, Paris, 1993  (ISBN 2-266-05631-X)

## Exposition
- Jean Guichard-Meili, Côtes-d'Armor, 1997 (exposition regroupant la majeure partie des ouvrages de Jean Guichard-Meili et des œuvres originales de Jean Le Moal, Charles Lapicque, Jean Bazaine, Kallos).